# Anthony (Teksas)
Anthony je gradić u američkoj saveznoj državi Teksas. Prema popisu stanovništva iz 2010. u njemu je živjelo 5.011 stanovnika.